# Волость
Во́лость — адміністративна одиниця нижчого рівня у Східній Європі.
1. Волость — на Русі — адміністративно-територіальна одиниця, підпорядкована княжій владі або церковній. Утворювалась на місцях дрібних князівств, після усунення з них княжих столів і посадження волосних намісників великого князя. Була сільським напівавтономним володінням, яке підпорядковувалося волосній управі.
2. Волость — у Великому князівстві Литовському і Речі Посполитій — нижча адміністративно-територіальна одиниця, підрозділ повіту, що складалася з декількох сіл, яке підпорядковувалося волосній управі.
3. Волость — в Естонії — сільська адміністративно-територіальна одиниця, складова повіту. У Латвії — складова краю.
4. Волость — у Японії адміністративна одиниця найнижчого рівня в 8—16 століттях.
5. Волость — адміністративна одиниця Української Народної Республіки.
6. Волость — у Російській імперії та Радянській Росії — найнижча адміністративно-територіальна одиниця, підрозділ повіту, а з 1861 року — одиниця станового селянського самоврядування. Ліквідована в ході адміністративно-територіальної реформи 1922—1923 років.
7. Волость — у Росії — сільська адміністративно-територіальна одиниця, складова району.

## Історія
У давньоруському праві слово «волость» позначало будь-яка територію, що була підпорядкована єдиній владі (князя, монастиря тощо). Літописи часто називають волостю ціле князівство (наприклад, «волость чернігівська», «волость рязанська» тощо), а для позначення спорів про княжіння вживалося слово «волоститися».
Після 11 століття волості також позначають окремі адміністративні одиниці в межах князівств Київської Русі (разом із погостами). Зокрема у літописах згадуються галицькі, київські волості та чернігівські волості Лопастна і Сверилеск. У північно-східній Русі 13–14 століть волостями називалися територіальні громади на великокняжій або монастирській землях. Поступово волость-громада формується як адміністративно-територіальна одиниця з певними функціями княжої влади. З 14 століття слово «волость» дедалі рідше вживається для позначення цілого князівства, а стає назвою частини уділу чи князівства. Зокрема всі князівства, що увійшли до складу Московської держави, поділялися саме на волості. Від слова «волость» походить і назва урядовця, якому доручався нагляд за цією територією, — волостель або волоститель. Розпад волосного устрою самоврядних сільських громад тривав на українських землях Великого князівства Литовського до середини 16 століття.
У новгородських актах кінця 15 століття землі зведених новгородських бояр і бояришків називалися волостями (значні володіння) або волостками (малі). Нерідко ці володіння, особливо волостки, віддавалися князям «у помістя». Волості і волостки, які великий князь утримував за собою, значилися за селянами, котрі «сиділи на них» за договором найму ще з попередніми володільцями. Князь надавав землі цих волостей у користування селянам за оброк. Так з'явилися тяглі, чорні волосні землі, про які селяни говорили: «То земля царя і великого князя, а нашого володіння». Володіння землями волостей перейшло від бояр і бояришків до їхніх селян. Назва землі зберігалася, хоч володілець був інший і права його були інші. Селяни володіли і користувалися землями, поки це було вигідно цареві. Коли він вважав за необхідне передати землі комусь як маєток чи вотчину, то робив це, попри володільців-селян. З моменту такої передачі селяни знову перетворювались на наймачів землі і залишалися на ній тільки з дозволу нового володільця.

### Російська імперія
Наприкінці 18 століття на українських землях Російської імперії волость з'являється як дрібна адміністративно-територіальна одиниця у складі повіту, через яку здійснювали управління державними та удільними селянами. За імператриці Катерини II у Катеринославському намісництві, а за імператора Павла I скрізь у волосне управління були введені початки самоврядування у вигляді виборних волосних старшин та голів. За Положенням 1838 року, яке реформувало управління державними селянами, передавши їх у відання Палати державних маєтностей, інститут виборного (інколи призначуваного) волосного голови доповнено волосним сходом (один виборний представник від 20 дворів) та волосним правлінням.

#### Реформа 1861 року
Під час селянської реформи 1861 року у Російській імперії було скасовано кріпацтво та впроваджено волості як органи станового селянського управління та самоврядування, юрисдикція яких поширювалася на все селянське населення. Другим розділом «Загального положення про селян, які війшли з кріпосної залежності» регламентувалося утворення і функціонування волостей та сільських общин (громад), з яких вони складалися, а також органів їхнього управління: сільських сходів і старост — для сільських общин; та волосних сходів, волосних старшин, волосного правління та волосних селянських судів — для волостей. Державний нагляд за станом справ у волостях здійснювали мирові посередники, з 1874 року — повітові у селянських справах присутствія, з 1889 року — земські та селянські начальники.
Для волості потрібно було не менше 300 душ чоловічої статі, а найбільша кількість — 2 тисячі. Винятки допускалися з дозволу губернатора у разі великої скупченості населення або навпаки. Максимальна відстань сіл волості від волосного центру не повинна була сягати за 12 верстов. При утворенні волостей враховувався поділ на церковні приходи, з кожного приходу складалася одна волость. Якщо приход був невеликим, то волость формувалася з кількох приходів.
Волосний сход у складі всіх посадових осіб волості та виборних представників від сільських громад (1 на 10 дворів) збирався 2 чи 3 рази на рік за згодою земського начальника. До його відання належали вибори посадових осіб волості і контроль за їхніми діями, скликання волосних зборів та розподіл повинностей, опіка над сиротами, благоустрій у волостях, вибори кандидатів у гласні повітових земств та уповноважених щодо виборів до Державної думи (від жовтня 1905 року). Волосне правління складалося з волосного старшини, сільських старост та їхніх помічників, збирачів податків, що обиралися окремо, волосного писаря, який служив за наймом. У віданні правління перебувало здійснення видатків, затверджених волосним сходом, ведення посімейних списків та різних облікових книг стосовно продовольчих позик, призову новобранців, обов'язкового страхування тощо, доведення розпоряджень влади, зокрема рішень щодо прохань та скарг, збирання статистичних відомостей про видатки на врожай, на боротьбу проти шкідників, епідемій, засвідчення духовних заповітів, деяких контрактів між селянами та угод про найм на сільсько-господарські роботи, стягнення з селян боргів на користь держави чи приватних осіб, здійснення поштових операцій. Волосного старшину назначав волосний сход на 3 роки і затверджував земський начальник. У обов'язки волосного старшини входило здійснення нагляду за поліцейським порядком у волості, сприяння роботі різних відомчих органів у селах волості (суду, акцизного нагляду тощо), скликання, підготовка програми та виконання рішень сходів, вирішення різних селянських справ.
Фактично селянське самоврядування було під суворим контролем і опікою місцевої адміністрації. Із запровадженням 1864 року земського управління належало розмежувати повноваження між ним і волосним управлінням. У кінці 80-х років 19 століття Земські збори в Росії висловилися проти станової селянської волості, однак і прихильників збереження цієї форми управління залишалося чимало. Широку підтримку дістала пропозиція перебудувати її на всестанову самоврядну волость як дрібну земську одиницю, до повноважень якої віднести всі справи, що ними відають земські установи. Проте ця спроба реорганізувати волості, як і наступні, залишилася на папері. Лише Тимчасовий уряд Росії замість волосного управління увів волосне земство, але воно невдовзі було скасоване після жовтневого перевороту 1917 року.